# Gabriële
Gabriële est un roman écrit par Anne Berest et Claire Berest paru le 23 août 2017 aux éditions Stock sur leur arrière grand-mère Gabriële Buffet-Picabia, qui fut l’épouse du peintre français Francis Picabia.

## Résumé
Septembre 1908. Gabriële Buffet, femme de 27 ans, indépendante, musicienne, féministe avant l’heure, rencontre Francis Picabia, jeune peintre à succès et à la réputation sulfureuse. Il avait besoin d’un renouveau dans son œuvre, elle est prête à briser les carcans : insuffler, faire réfléchir, théoriser.
Entre Paris, New York, Berlin, Zürich, Barcelone, Étival et Saint-Tropez, Gabriële guide les précurseurs de l’art abstrait, des futuristes, des Dada, toujours à la pointe des avancées artistiques. Le livre est un voyage temporel au début d’un XXe siècle qui réinvente les codes de la beauté et de la société.

## Écriture du roman
Le roman est écrit « à quatre mains » par les arrière-petites-filles de Gabriële Buffet-Picabia, Anne Berest et Claire Berest.
« Nous avions le désir très fort d'écrire un livre à quatre mains, avec, à l'origine, l'idée d'un roman policier. Puis j'ai lu une biographie de Marcel Duchamp par le critique d'art Bernard Marcadé, dans laquelle il est beaucoup question de Gabriële Buffet. J'en ai parlé avec Anne. Elle m'a dit : « Il faut écrire sur elle ». Le sujet s'est imposé ».

## Réception critique
Le roman Gabriële reçoit un accueil globalement favorable de la part des médias spécialisés.
Télérama souligne le beau geste d’Anne et Claire Berest et place le livre Gabriële dans son top des meilleurs romans en poche de la rentrée littéraire 2018.
Pour Libération, « les deux écrivaines se racontent à travers leur arrière-grand-mère, femme de Picabia et personnage décisif du monde de l’art ».
Pour Les Inrocks,  le livre est « Sensible, fin, intelligent… Une réussite »».
Pour Philippe Dagen dans le journal Le Monde, « le livre est une chronique de l’un des moments essentiels de ce que l’on appelle aujourd’hui les avant-gardes historiques ».
Avec toutefois des réserves, toujours de Philippe Dagen dans le journal Le Monde: « Mais la prosopopée est un exercice difficile ».

## Éditions
- Éditions Stock, 2017  (ISBN 2234080320)
- Le Livre de poche, 2018,  (ISBN 978-2253906636)
- Aufbau, 2021, Ein Leben für die Avant Garde, traduction Annabelle Hirsch  (ISBN 978-3-351-03855-7)

## Récompenses
- Grand prix de l'héroïne Madame Figaro 2018, dans la catégorie « Biographie ».
- Prix Grands Destins du Parisien Week-end[2]